# Under a Funeral Moon
Under a Funeral Moon ist das dritte Studioalbum der norwegischen Black-Metal-Band Darkthrone. Es erschien im Juni 1993 bei dem britischen Label Peaceville Records.
Für die Band bedeutet dieses Album nach dem auf A Blaze in the Northern Sky betriebenen Stilwechsel die vorzeitige Konsolidierung hinsichtlich Besetzung und Stil. Erst 1996 verließ Gitarrist Ivar „Zephyrous“ Enger die Band; zugleich wurde mit dem Album die mit dem Vorgängeralbum begonnene musikalische Linie fortgeführt.

## Entstehung
Nach den Aufnahmen zum Vorgängeralbum A Blaze in the Northern Sky im Sommer 1991 war die Band mit dem Songwriting für das Nachfolgewerk beschäftigt. Im Gegensatz zum Vorgänger wurde jetzt nicht mehr die Band als Urheber der Stücke angegeben, sondern die einzelnen Mitglieder. Insgesamt wurden vier Lieder von Gylve „Fenriz“ Nagell komponiert und je zwei von Ivar „Zephyrous“ Enger und Ted „Nocturno Culto“ Skjellum. Fenriz schrieb außerdem alle Texte, wobei er auch auf älteres Material aus dem Jahr 1990 zurückgriff.
Aufgenommen wurde erneut in den Creative Studios im norwegischen Kolbotn. Als neuer Toningenieur arbeitete eine mit „Vidar“ benannte Person, ansonsten war die Band selbst für alle Belange der Albenproduktion verantwortlich. Erneut wurde ein Schwarzweißfoto eines Bandmitglieds, hier Nocturno Culto, für das Albencover gewählt; durch das Posieren mit einer Sense scheint die Fotografie von der Figur des Sensenmanns inspiriert zu sein. Das Innencover zeigt das Bild Taakeferd (Nebelreise) von Tania Stene, welche unter anderem auch Bilder für Ulver zeichnete, und erinnert im Stil an die Werke Theodor Kittelsens.
Das Album erschien im Juni 1993 als schwarze CD auf Peaceville Records, eine zweite Auflage mit dem Albencover auf der CD wurde von Music for Nations vertrieben. Zusätzlich erschienen teilweise limitierte LP-Ausgaben; der Erstpressung lag ein großes Poster bei. 2001 erschien eine Neuauflage im Slipcase, bevor 2003 wie bei allen anderen Werken das Album im Digipak und um ein Videointerview erweitert wiederveröffentlicht wurde. Zusätzlich erschien eine auf 1000 Stück limitierte Picture-LP.

## Titelliste
1. Natassja in Eternal Sleep (Nocturno Culto/Fenriz; 3:33)
2. Summer of the Diabolical Holocaust (Fenriz; 5:18)
3. The Dance of Eternal Shadows (Nocturno Culto/Fenriz; 3:44)
4. Unholy Black Metal (Zephyrous/Fenriz; 3:31)
5. To Walk the Infernal Fields (Fenriz; 7:50)
6. Under A Funeral Moon (Fenriz; 5:07)
7. Inn i de dype skogers favn (Zephyrous/Fenriz; 5:25)
8. Crossing the Triangle of Flames (Fenriz; 6:13)

Gesamtspielzeit: 40:41

## Stil
Nach den recht langen Stücken auf A Blaze in the Northern Sky geht hier der Trend wieder zu teilweise kürzeren Liedern. Stilistisch hat sich die Band jedoch etwas gewandelt: Die prägende Produktion wurde beibehalten und teilweise sogar noch mehr ausgeprägt, aber gleichzeitig emanzipierte sich das Riffing stärker von den Vorlagen aus dem Death- oder sogar Heavy-Metal-Bereich und betonte stärker die dissonante Komponente. Ferner wurden – auch bedingt durch die kürzeren Lieder – die musikalischen Strukturen wieder klarer, was weniger starke Kontraste bezogen auf Riffs und Tempi bedeutet. Gelegentlich wird dies als Minimalismus oder Monotonie bezeichnet oder als Verweis auf den Punk gesehen. Beim Schlagzeugspiel verzichtete Fenriz auf Tomtoms mit Ausnahme einer großen Bodentom, die nach der Hi-Hat der lauteste Teil des Schlagzeugs auf dem Album sein sollte.
Textlich wird die Linie des Vorgängeralbums beibehalten. Mit Inn i de dype skogers favn ist erstmals ein Lied auf Norwegisch auf einem Darkthrone-Album enthalten. Die Texte zu Crossing the Triangle of Flames, Summer of the Diabolical Holocaust und The Dance of Eternal Shadows wurden 1996 teilweise für das Album Goatlord wiederverwertet.

## Rezeption
Unmittelbar bei Erscheinen waren die Meinungen über das Album geteilt. Frank Albrecht von der deutschen Zeitschrift Rock Hard kritisierte die im Vergleich zum Vorgänger mangelnde Abwechslung und bewertete das Album mit lediglich 5 von 10 Punkten:

„Diesmal hatten DARK THRONE zu wenig gute Einfälle, haben versucht, sich selbst zu kopieren, und so kann ich der Band den Gefallen tun und das Album hassen. ‚Under A Funeral Moon‘ ist ein klassisches Eigentor, und das wird mit fünf Punkten bestraft.“

Im Nachhinein wird das Album allerdings positiv dargestellt und auf eine Stufe mit anderen Genreklassikern von Bands wie Burzum oder Mayhem gestellt:

„Krachendes Drumming von Fenriz, die Vocals von Nocturno Culto […] und die Riffs von Zephyrous kreierten etwas, das besser war als alles, das Norwegen damals machte und das ist inklusive ‚De Mysteriis Dom Sathanas‘ und ‚Det Som Engang Var‘ […]. Sicherlich ein Klassiker und auch wenn es für mich nicht perfekt ist, so ist es doch besser als fast alles, das nach seiner Entstehung herauskam.“